# Heterolocha lungtana
Heterolocha lungtana là một loài bướm đêm trong họ Geometridae.